# 灣潭溪瀑布群
灣潭溪瀑布群位於新北市雙溪區，北勢溪流域灣潭溪灣潭至三水潭之間兩側支流的懸谷式瀑布，其中又以烏山路古道下方的烏山瀑布和位於於夢形的飛瀑及雙瀑最具規模。灣潭古道沿灣潭溪畔而行，海拔約310-420公尺，長4.7公里，坡度平緩易行，老少咸宜。沿途可欣賞位於古道兩岸的瀑布群。

## 瀑布列表
- 烏山瀑布：位於灣潭溪左岸支流，烏山路古道下方，瀑高約20公尺，瀑布觀景台因有草木遮蔽視線，僅能隱約透過其間的縫隙觀賞瀑布，另前往瀑布的路徑，植被較為濃密，需多加謹慎。
- 夢形飛瀑：位於灣潭溪右岸支流，雙瀑下游約100公尺處，瀑高約20公尺，可由古道途中透過草木間的縫隙隔岸眺望。
- 夢形雙瀑：位於灣潭溪右岸支流，也是瀑布群中規模最大的瀑布，左股瀑布高約30公尺，右股瀑布高約40公尺，此處視野較為開闊，可駐足觀賞雙瀑流泉的景色。

## 交通資訊
- 自行開車：

1. 由國道5號下坪林交流道轉北42線坪雙路往闊瀨方向至往湖桶古道、中心崙、張家莊路標(過「貴妃池」後150公尺)後右轉，過思源橋後依路標左轉往中心崙方向行駛，可至雙溪口福德宮步道入口或張家莊露營地切入步道。
2. 由 台2丙線基福公路至雙溪轉 市道102號中山路至泰和街(雙泰產業道路)左轉或由 台2線至大溪轉宜1線內大溪產業道路至往灣潭岔路後轉往前行，過彎潭橋後右轉即可抵達步道入口。

- 大眾運輸：搭台鐵至雙溪火車站後轉乘F811至灣潭站下車，下車後步行5分鐘即可抵達步道路口。

## 解
1. ↑  根據《臺灣通用電子地圖【NLSC】》、《臺灣通用正射影像【NLSC】》對照。